# Acaulopage crobylospora
Acaulopage crobylospora är en svampart som beskrevs av Drechsler 1947. Acaulopage crobylospora ingår i släktet Acaulopage och familjen Zoopagaceae.   Inga underarter finns listade i Catalogue of Life.